# Józef Wyspiański (działacz)
Józef Wyspiański (ur. 1943 w Świrzu) – samorządowiec, pisarz, działacz kresowy, redaktor naczelny „Spotkań Świrzan”.
Po II wojnie światowej ekspatriowany wraz z rodziną do wsi Dłużyna Dolna. Ukończył Liceum Pedagogiczne w Zgorzelcu, a następnie fizykę na Uniwersytecie Wrocławskim. Pracował jako nauczyciel. W latach 1990–2002 był radnym miejskim w Lubinie. Od 1992 r. wydaje kwartalnik „Spotkania Świrzan”, który dotyczy historii i teraźniejszości dawnego powiatu przemyślańskiego województwa tarnopolskiego. Jest też autorem kilku publikacji o tematyce kresowej.

## Publikacje
- „Kokardy z powojennych tasiemek” (2004)[2]
- „Żołnierze ze świrskiego lasu” (2007)[3]
- Barbarzyństwa OUN-UPA (2009)
- „Zbrodnie OUN-UPA” (2012)[4]
- „Ludobójstwo OUN-UPA” (2019)[5]

## Nagrody i odznaczenia
- Medal „Opiekun” Miejsc Pamięci Narodowej (2006)[6]
- Krzyż Drugiej Obrony Lwowa (2008)[1]
- Statuetka Przyjaciel Miasta i Gminy Nowogrodziec (2009)[1]